# هولوکاست جنگل
هولوکاست جنگل (انگلیسی: Ultimo mondo cannibale) فیلمی در ژانر ترسناک و سودجو به کارگردانی روجرو دئوداتو است که در سال ۱۹۷۷ منتشر شد.